# نیکول بک
نیکول بک (انگلیسی: Nicole Beck؛ زادهٔ ۲۸ مهٔ ۱۹۸۸) بازیکن راگبی ۷ نفره، و بازیکن راگبی ۱۵ نفره اهل استرالیا است.
وی در مسابقات کشوری و بین‌المللی در مجموع برندهٔ ۱ مدال طلا، ۱ مدال نقره شده‌است.